# المنح الربانية في بيان المنظومة الرحمانية (كتاب)
المنح الربانية في بيان المنظومة الرحمانية هو كتاب من تأليف مصطفى بن عبد الرحمن باشتارزي (ت. 1252 هـ) عبارة عن مجلد كبير في التصوف والطريقة الرحمانية.

## نبذة عن المؤلف
هو العالم سيدي مصطفى بن عبد الرحمن بن أحمد بن حمودة بن مامش المعروف بباش تارزي القسنطيني الجزائري  الذي وُلِدَ بمدينة قسنطينة، ونشأ بها وتعلم على يد والده الشيخ عبد الرحمن باش تارزي، وواصل مسيرة والده في الدعوة إلى الطريقة الرحمانية بزاويتهم بقسنطينة.

## وصف الكتاب
كما يوحي به عنوان الكتاب، فهو في بيان خصائص الطريقة الرحمانية وأصولها وأورادها وأنوارها وأسرارها، وقد أورد مؤلفه الإمام مصطفى بن عبد الرحمان باش تارزي  وصفا له، هذا نصه:
| المنح الربانية في بيان المنظومة الرحمانية (كتاب)                             | فلمّا لم ينفعني التّعلّل بلعلّ وعسى، عن اقتراح بعض الإخوان في كلّ صباح ومَسَـا، أن أكتب فوائد لائقة بمطالعة المنظومة الرّحمانيّة، الّتي وضعها الشّيخ الوالد رحمه الله تعالى في الآداب الشّرعيّة المتعلّقة بالطّريقة الخلوتيّة، تحفظها من الضّياع، وتخرجها إلى حيّز الانتفاع، لِما أنّ كثيرا من المجموعات، سيّما المنظومات، إذا لم تُقيَّد شواردها بقيود الشّروح، تظلّ فوائدها في زوايا الإهمال ولو كان نشر التّحقيق منها يفوح، مع إعراضي عن ذلك برهة من الزّمان، لعلمي أنّي لست من أهل هذا الشّان، وفقد مادّة نستند إليها في علم المتقاصي، وعدم قريحة وَقّادةٍ نعتمد عليها في فهم المتعاصي، وبُعْد عهدي بما تلقّيته في عهد عُنفُوان الشّباب، عن الأستاذ والدي رحمه الله تعالى في هذا الباب، حتّى نسج عناكب النّسيان على ما مرّ على ذهني أو لمحته عيني في مطالعة رسالة أو كتاب، عدت إلى مقتضى اقتراحهم، عسى أن يكون بريق إلهام أومض برقه من جانب سريرتهم، ورجاء أن يكون سعيا مشكورا، وعملا خالصا مبرورا، فشرعت مع قلّة البضاعة، وعدم التّمرّن في الصّناعة، في تقييد شرح يستسهله الدّخيل، ويستحسنه النّبيل، وإن كان لوضوح الأصل لولا ما قيل لا يحتاج إلى قال وقيل، مستعينا بالمنفرد في ملكه بالتّدبير والإبداع، عن مشاركٍ له في الإيجاد والاختراع، وسمّيته بالمنح الرّبانيّة في بيان المنظومة الرّحمانيّة | المنح الربانية في بيان المنظومة الرحمانية (كتاب) |
| — مصطفى بن عبد الرحمان باش تارزي ، المنح الربانية في بيان المنظومة الرحمانية | |                                                  |

## محتويات الكتاب
تتمثل محتويات هذا الكتاب في العديد من الأبواب، منها:
1. تمهيد.
2. مراتب الطريق.
3. التلقين.
4. السند.
5. ورد الطريقة الرحمانية الخلوتية.
6. أركان وأصول الطريقة الرّحمانيّة.
7. شرائط الورد والتربية.
8. مراتب الذاكرين.
9. المذاكرة والموعظة في الطريقة الرحمانية.
10. الذكر في الحلقة.
11. آداب المريد مع نفسه.
12. آداب المريد مع شيخه.
13. آداب المريد مع إخوانه.
14. الخلوة.

## الطبعات
قامت «المطبعة الرسمية التونسية» في تونس بإصدار الطبعة الأولى من كتاب «المنح الربانية في بيان المنظومة الرحمانية» في عام 1899م (1307 هـ).
وجاءت هذه الطبعة الأولى في إخراج فني بغلاف ورقي من حجم 23سم، وبعدد صفحات بلغ 255 صفحة ضمن مجلد واحد.
ثم قامت «المطبعة التونسية» في تونس بإصدار الطبعة الثانية من هذا الكتاب في عام 1909م (1327 هـ).
وجاءت هذه الطبعة في إخراج فني بغلاف ورقي من حجم 24سم، وبعدد صفحات بلغ 275 صفحة ضمن مجلد واحد.
ثم قامت «دار الخليل القاسمي للنشر والتوزيع» في الجزائر بإصدار الطبعة الثالثة من كتاب «المنح الربانية في بيان المنظومة الرحمانية» في عام 2016م (1437 هـ).
وجاءت هذه الطبعة بعد تحقيق ودراسة قام بهما الدكتور «عبد المنعم القاسمي الحسني» في إخراج فني بغلاف ورقي من حجم 24سم×17سم، وبعدد صفحات بلغ 672 صفحة ضمن مجلد واحد.
وتمت بذلك إعادة نشر هذا الكتاب في آداب الطريقة الخلوتية، بدراسة ومقابلة وتحقيق الدكتور عبد المنعم القاسمي الحسني، الذي اعتمد طبعتيها القديمتين ونسخها المخطوطة الموجودة في المكتبة القاسمية وغيرها، فجاءت طبعة من أصح وأحسن الطبعات شكلا ومضمونا.

## فيديوهات
- "المنح الربانية في بيان المنظومة الرحمانية -1- تمهيد" في فيفري 2019م على يوتيوب
- "المنح الربانية في بيان المنظومة الرحمانية -2- مراتب الطريق" في فيفري 2019م على يوتيوب
- "المنح الربانية في بيان المنظومة الرحمانية -3- التلقين" في فيفري 2019م على يوتيوب
- "المنح الربانية في بيان المنظومة الرحمانية -4- السند" في فيفري 2019م على يوتيوب
- "المنح الربانية في بيان المنظومة الرحمانية -5- ورد الطريقة الرحمانية الخلوتية" في فيفري 2019م على يوتيوب
- "المنح الربانية في بيان المنظومة الرحمانية -6- أركان وأصول الطريقة الرّحمانيّة" في فيفري 2019م على يوتيوب
- "المنح الربانية في بيان المنظومة الرحمانية -7- شرائط الورد والتربية" في فيفري 2019م على يوتيوب
- "المنح الربانية في بيان المنظومة الرحمانية -8- مراتب الذاكرين" في فيفري 2019م على يوتيوب
- "المنح الربانية في بيان المنظومة الرحمانية -9- المذاكرة والموعظة في الطريقة الرحمانية" في فيفري 2019م على يوتيوب
- "المنح الربانية في بيان المنظومة الرحمانية -10- الذكر في الحلقة" في فيفري 2019م على يوتيوب
- "المنح الربانية في بيان المنظومة الرحمانية -11- آداب المريد مع نفسه" في فيفري 2019م على يوتيوب
- "المنح الربانية في بيان المنظومة الرحمانية -12- آداب المريد مع شيخه" في فيفري 2019م على يوتيوب
- "المنح الربانية في بيان المنظومة الرحمانية -13- آداب المريد مع إخوانه" في فيفري 2019م على يوتيوب
- "المنح الربانية في بيان المنظومة الرحمانية -14- الخلوة" في فيفري 2019م على يوتيوب

## وصلات خارجية
- كتاب المنح الربانية في بيان المنظومة الرحمانية لمصطفى بن عبد الرحمان باش تارزي